# Dasispermum
Dasispermum là chi thực vật có hoa trong họ Apiaceae.